# ダシダ
ダシダ（韓国名：다시다）は韓国のCJグループが1975年から製造・販売している調味料。牛肉味のほかに、あさり味やいりこ味がある。

## 概要
かねてから商標などに漢字を多用していた1970年代の韓国、当時の国内調味料市場を主導していたのはグルタミン酸調味料・味元（ミウォン）だった。その中でCJ社は日本の香味のあるうま味調味料に着目し、1972年から開発を始めて3年後の1975年に完成したのが天然原料がベースの市販調味料・ダシダである。
"ダシダ"の由来は韓国語の「インマスル・ダシダ」（「舌鼓を打つ」）という表現から。
風味の種類
- 牛肉味 - 袋タイプ(100g)とスティックタイプ(8g×12本)あり。
- あさり味 - 袋タイプ(100g)とスティックタイプ(8g×12本)あり。
- いりこ味

※但し、2016年に本格参入した日本法人では競合他社への配慮も勘案し、牛肉味のみの発売となった（※2022年2月現在、あさり味は日本法人からも発売中）。
用例
- 調理の下味・隠し味
- ポテトチップス・フライドポテト等のふりかけ用として